# Kevin Corcoran
Pour les articles homonymes, voir Corcoran.
Kevin Anthony Corcoran, né le 10 juin 1949 à Santa Monica en Californie et mort le 6 octobre 2015 à Burbank (Californie),,, est un réalisateur américain, un producteur et un ancien enfant acteur. Il est apparu dans de nombreux projets de Disney entre 1957 et 1963, portant souvent le surnom de Moochie.

## Biographie

### Moochie
Entre 1956 et 1960, Kevin Corcoran a joué plusieurs rôles similaires ayant à chaque fois le surnom de « Moochie ». Il est d'abord apparu dans trois feuilletons du Mickey Mouse Club mais n'a jamais été un des mouseketeers officiels. Il débute dans Adventure in Dairyland, où il joue Moochie McCandless, le fils d'un fermier. Ensuite il interprète Montgomery (Moochie) O'Hara dans deux épisodes de The Adventures of Spin and Marty, The Further Adventures of Spin and Marty et The New Adventures of Spin and Marty.
Il n'est apparu aux côtés de mouseketeers qu'une seule fois, lors de l'émission spéciale des quatre ans du Mickey Mouse Club en 1957, portant un T-shirt avec le nom Moochie et harcelant Walt Disney au sujet de la série Zorro.
Mais il poursuit son rôle de Moochie dans plusieurs films dont Montgomery "Moochie" Daniels dans Quelle vie de chien ! (1959), Moochie Morgan dans Moochie of the Little League (1959) puis Moochie of Pop Warner Football (1960). Pour Steven Watts, il est l'un des produits de système Disney d'intégration, utilisation d'un même élément dans l'ensemble des divisions de la société Disney, la télévision, les films, la musique à l'instar de Fess Parker ou Annette Funicello.

### Autres rôles
Il a eu plusieurs autres rôles importants. Parmi ces rôles, Kevin Corcoran et Tommy Kirk ont joué des frères dans cinq films : Fidèle Vagabond, Quelle vie de chien !, Les Robinsons des mers du Sud, Bon voyage ! et Sam l'intrépide, la suite du Fidèle Vagabond.
Sa carrière pour les projets Disney s'est arrêtée en 1964 après qu'il a tourné Les Pas du tigre, mais sa carrière d'acteur s'est poursuivie.

## Filmographie

### Cinéma
- 1954 : Romance inachevée (The Glenn Milller Story) d' Anthony Mann : Steve Miller à 4 ans
- 1955 : Tant que soufflera la tempête (Untamed) d'Henry King :
- 1957 : Fidèle Vagabond : Arliss Coates
- 1959 : Quelle vie de chien ! (The Shaggy Dog) de Charles Barton : Moochie Daniels
- 1960 : Pollyanna : Jimmy Bean
- 1960 : Le Clown et l'Enfant : Toby Tyler
- 1960 : Les Robinsons des mers du Sud : Francis Robinson
- 1960 : Le Pays des jouets (Babes in Toyland) : Boy Blue
- 1962 : Bon Voyage ! : Skipper Willard
- 1963 : Sam l'intrépide (Savage Sam) de Norman Tokar : Arliss Coates
- 1964 : Les Pas du tigre (A Tiger Walks) de Norman Tokar : Tom Hadley
- 1968 : El Gringo de Silvio Narizzano : Rory Galvin

### Télévision
- 1953 et 1956 : The Ford Television Theatre (en) (Série TV) : Mike / Ed
- 1956 : Adventure in Dairyland (en) (Série TV) : Moochie McCandless
- 1956 : Further Adventures of Spin and Marty (Série TV) : Moochie
- 1956 : December Bride (en) (Série TV) : Le fils d'Ed
- 1957 : The New Adventures of Spin and Marty (Série TV) : Moochie
- 1957 : Le Club Mickey (The Mickey Mouse club) (Série TV) : Montgomery 'Moochie' O'Hara
- 1959 et 1963 : La Grande caravane (The Wagon Train) (Série TV) : Davie Vance
- 1960 : Toast of the Town (Série TV) : Un acteur
- 1963 : Johnny Shiloh (Série TV) : Johnny Lincoln Clem
- 1964 : The Littlest Hobo (Série TV) : Mike McGregor
- 1967 : My Three Sons (Série TV) : Pete Snell